# Otto Järte
Otto Edvard Fridolf Järte, ursprungligen Hjertkvist, född 10 oktober 1881 i Stora Malms församling, Södermanlands län, död 3 maj 1961 i Stockholm (Jakob), var en svensk ämbetsman, tidningsman och politiker (Högerpartiet), bosatt i Stora Sjötullen på Sjötullsbacken 27 på Blockhusudden i Stockholm.

## Biografi
Järte var initialt socialdemokrat och medarbetare till Hjalmar Branting. Under första världskriget förespråkade Järte med bland andra ungdomsvännen och sedermera borgarrådet Yngve Larsson en tyskvänlig linje, och publicerade anonymt den så kallade "aktivistboken" Sveriges utrikespolitik i världskrigets belysning 1915. Järte skrev själv förordet, som krävde "en modig uppslutning vid Tysklands sida". Boken ledde till deras uteslutning ur partiet. 
Järte tog tillsammans med Gösta Törngren 1917 initiativet till den aktivistiska Klubben Brunkeberg. Han erhöll Frihetskorset av tredje klass 1918.
Järte blev senare högerman, rekryterades till Svenska Dagbladet och var 1925–1932 ledamot av Sveriges riksdag, och så småningom gruppledare i andra kammaren. Han stod Arvid Lindman nära och blev en av högerns ledande publicister. Som politisk redaktör i Svenska Dagbladet 1932–1952 bidrog han som försvarsvän och förespråkare för nordiskt samarbete starkt till tidningens profilering. Under andra världskriget var han en tongivande antinazistisk röst i samhällsdebatten, bland annat som medlem i de antinazistiska organisationerna Samfundet Nordens Frihet och Tisdagsklubben. Han medverkade även i Svensk tidskrift samt blev byråchef i Socialstyrelsen.
Järte porträtterades på omslaget till Hvar 8 dag nummer 41 år 1931.
Han var gift med Ester Järte.